# Hannasville
Hannasville es un lugar designado por el censo (en inglés, census-designated place, CDP) situado en Canal Township, en el condado de Venango, Pensilvania, Estados Unidos. Según el censo de 2020, tiene una población de 159 habitantes.

## Geografía
La localidad está ubicada en las coordenadas 41°28′18″N 79°55′53″O / 41.47167, -79.93139 (41.471796, -79.931372). Según la Oficina del Censo, tiene una superficie de 4.01 km², correspondientes en su totalidad a tierra firme.